# Enfiteuse
Enfiteuse (do grego emphúteusis, eós "enxerto, implantação", através do latim tardio emphyteusis, is, "enfiteuse, arrendamento enfitêutico") ou arrendamento enfitêutico é um instituto jurídico originário do direito romano.
A enfiteuse deriva diretamente do arrendamento por prazo longo ou perpétuo de terras públicas a particulares, mediante a obrigação, por parte do adquirente (enfiteuta), de manter em bom estado o imóvel e efetuar o pagamento de uma pensão ou foro anual (vectigal), certo e invariável, em numerário ou espécie, ao senhorio direto (proprietário). Este, através de um ato jurídico, inter vivos ou de última vontade, atribui ao enfiteuta, em caráter perpétuo, o domínio útil e o pleno gozo do bem.
No Brasil até 10 de janeiro de 2003 (fim da vigência do Código Civil de 1916), a enfiteuse era considerada um direito real, no entanto, com o início da vigência do CC/02, em 11 de janeiro de 2003, a enfiteuse saiu do rol de direitos reais, que são previstos no art. 1225 do Novo Código Civil.
O direito ao recebimento do foro é denominado laudemium e corresponde a 2,5% do preço de alienação do direito da enfiteuse – sendo devido pelo alienante ao proprietário.
No direito romano, extinguia-se a enfiteuse  pela destruição da coisa; reunião, na mesma pessoa, das qualidades de titular da enfiteuse e do domínio; renúncia; ou, como pena, por não pagar ao senhorio direto durante 3 anos o foro anual, ou não avisar o proprietário para que ele pudesse exercer o seu direito de preferência em caso de venda da enfiteuse.
A enfiteuse e o aforamento se confundem hoje em dia. Antes, o aforamento tinha feição própria, distinta da enfiteuse. O aforamento recaía sobre toda sorte de bens, solo e superfície, prédios incultos ou cultivados, chãos vazios ou edificados. A enfiteuse só incidia sobre terrenos incultos ou chãos vazios. Segundo Santos (1937), enfiteuse, também dita de emprazamento e de aforamento, designa "o contrato pelo qual o proprietário de terreno alodial cede a outrem o direito de percepção de toda utilidade do mesmo terreno, seja temporária ou perpetuamente, com o encargo de lhe pagar uma pensão ou foro anual e a condição de conservar para si o domínio direto."
Os aforamentos podiam ser concedidos por pessoas públicas (por exemplo, mosteiros, Ordens religiosas etc.) ou privadas, casas senhoriais por exemplo; e geralmente eram feitos especificando um certo número de gerações em que o foro (quantia em dinheiro ou espécies, ou ambas, paga anualmente ao senhorio do foro) estaria válido, antes que o mesmo caducasse juridicamente. O número de gerações em que o foro mais habitualmente costumava ser estabelecido era três, porém isto podia variar livremente. O não cumprimento das obrigações forais, quer por parte do senhorio, ou do senhor do prazo aforado, podia fazer cessar em tribunal a constância do mesmo.
Terminado o prazo temporal determinado em escritura oral ou lavrada, o foro ou aforamento podia ser ou não renovado por mais algumas gerações. O direito ao foro era pois transmissível aos herdeiros de um aforador, desde que respeitado o número de vidas combinado.  No entanto, alguns, raros, prazos enfitêuticos eram de transmissão perpétua na descendência legítima do primeiro aforador. Isso permitia uma complicada teia legal de subaforamentos por vezes difíceis de gerir, em que o proprietário mantinha a propriedade útil sobre o seu bem, mas perdia qualquer direito de o reaver em posse plena ou de o poder vir a deixar como bem livre aos seus herdeiros por sua morte.
Com efeito, o direito ao foro ou prazo em vidas, outro nome por que o aforamento também era conhecido, só podia ser extinto através de acordo entre aforador e senhorio, sendo para isso mesmo indemnizado o aforador ou seu herdeiro pelo senhorio que quisesse a remissão do foro que detivesse.  Muitos foros e ou prazos eram concedidos em vidas pela Casa Real Portuguesa, como recompensa de serviços à nobreza, numa altura em que o serviço público que esta efetuava ao Estado e ao Rei não tinha ainda remuneração legal fixa regular. Os aforamentos ou prazos faziam, pois, parte das mercês régias de recompensa, que podiam ou não ser continuadas depois de extinto o número de vidas nelas contemplado.  Os prazos concedidos ou aforados eram existências vagas no momento dos bens patrimoniais da Casa Real, Casa das Rainhas, Infantado ou Casa dos Infantes, ou dos bens das ordens militares. de que o rei de Portugal era grão-mestre e administrador perpétuo desde o século XVI.
Também os aforamentos, privados ou públicos, visavam fomentar a exploração e rentabilidade de fazendas agrícolas extensas, mas não só, pois que o regime da enfiteuse se aplicava igualmente a prédios urbanos e outros bens imóveis não agrícolas, que então constituíam prazos foreiros como os agrícolas. Mas a maior parte dos aforamentos eram rurais, daí o interesse dos proprietários de terrenos improdutivos e da própria Coroa e casas nobres e burguesas na multiplicação dos seus contratos de aforamento, contribuindo, em consequência, para a melhor condição económica das populações do interior e das colónias.

## Origem
A enfiteuse tem origem na Grécia, no século V a.C.. No Império Romano, era o direito de usar e gozar,  por tempo ilimitado, de um terreno alheio, para cultivo, contra o pagamento de um foro anual ao proprietário do terreno.
Na Roma antiga, o instituto da enfiteuse foi utilizado como instrumento jurídico capaz de tornar produtivas grandes extensões de terra e de fixar populações nessas regiões.
A princípio, era feito o arrendamento por prazo longo (por 100 anos ou mais) ou perpétuo de terras públicas a particulares, contra o pagamento de uma taxa anual denominada de vectigal – daí o nome do instituto – ius in agro vectigali ou ager vectigalis.  Na parte oriental do Império Romano, eram arrendadas aos particulares vastas áreas de terras incultas. Havia duas espécies de arrendamento:
- Ius emphyteuticum, que, embora fosse por prazo longo, era temporário;
- Ius Perpeturim, quando o arrendamento era perpétuo.[6]

Separadamente e bem distinto dos agri vectigales, a partir do século III d.C., os imperadores romanos passaram a conceder a particulares, mediante pagamento de um foro anual (cânon), terras incultas  pertencentes à família imperial (não ao Estado, embora frequentemente houvesse certa confusão entre bens do Estado e da família imperial), para cultivo. A origem de tal concessão de terras é grega, copiada pelos romanos no Egito e em Cartago, e chamava-se emphyteusis. Esse arrendamento  mediante o pagamento do cânon pelo enfiteuta ao senhor direto do imóvel aforado, tinha a finalidade de solucionar o problema do plantio e do cultivo de imensas glebas de terras (latifundia).
Os latifundiários também passaram a arrendar suas propriedades, ampliando-se dessa forma a ocupação e do cultivo das terras particulares, nos mesmos moldes dos arrendamentos feitos pelo Estado.
A partir do século IV d.C., os dois institutos, o ager vectigales e a emphyteusis ( o ius emphyteuticon), fundiram-se e assim apareceu o novo instituto, sob o nome do último, no Código de Justiniano. Esta fusão aconteceu na Era Justiniana, com a finalidade de prender o lavrador à terra de um terceiro, de modo que os arrendatários não podiam ser obrigados a deixar a terra, enquanto pagassem a renda convencionada.
O instituto passou do Direito Justiniano para os títulos 78, 79 e 80, do Quarto Livro das Ordenações Afonsinas, e destes para os títulos 63, 64 e 65, do Quarto Livro das Ordenações Manuelinas, e daí para os títulos 36 a 40, do Quarto Livro das Ordenações Filipinas.

## No Brasil

### História
Durante o período colonial, a Coroa Portuguesa, diante da existência de largas áreas de terras abandonadas em seu território, decidiu utilizar compulsoriamente o aforamento, através do instituto da sesmaria, segundo o qual o proprietário do solo tinha de aceitar a presença em suas terras de lavradores que iriam utilizá-la mediante remuneração. O sesmeiro, autoridade pública criada em Portugal, distribuía e fiscalizava as terras incultas.
Em 10 de abril de 1821, foi expedido um alvará estabelecendo que todos os aforamentos existentes no Império Português seriam transformados em enfiteuses.
A diferença básica entre aforamento e enfiteuse era a duração: o aforamento ou emprazamento durava um período especificado em contrato, enquanto a enfiteuse era perpétua.
Historicamente a enfiteuse teve como objetivo permitir ao proprietário que não desejasse, ou não pudesse usar o imóvel de maneira direta, poder cedê-lo a outro o uso e o gozo da propriedade, o qual se obrigava ao pagamento de uma pensão anual para utilização do fundo, funcionando como um arrendamento perpétuo. Também foi importante para o povoamento de muitos municípios brasileiros, por promover a ocupação de terras incultas ou impropriamente cultivadas.
No Brasil, o projeto de código civil do Império, de autoria de Teixeira de Freitas, mas jamais promulgado, regulava o aforamento (arts. 605 a 649), ficando consignado que os bens municipais podiam ser aforados, mediante autorização legislativa (art. 610, § 2º).
Entretanto, o Código Civil brasileiro de 1916 regulou a enfiteuse nos termos dos artigos 678 a 694, dispositivos que permanecem em vigor em face de regra de direito intertemporal constante do artigo 2.038, caput, do Código Civil de 2002. O Código de 1916 restringia o alcance da enfiteuse apenas a "terras não cultivadas ou terrenos que se destinem à edificação" (art. 680). Nos artigos 678 e 680 (sem correspondência no Código Civil de 2002), o aforamento aparece como contrato bilateral de caráter perpétuo, em que, por ato "inter vivos", ou disposição de última vontade, o proprietário pleno cede a outrem o domínio útil, mediante o pagamento de pensão ou foro anual em dinheiro ou em frutos.
O renomado jurista Pontes de Miranda, referindo-se ao Código Civil de 1916, criticava a manutenção da enfiteuse na legislação brasileira:
"O Código Civil conserva a enfiteuse, que é um dos cânceres da economia nacional, fruto, em grande parte, de falsos títulos que, amparados pelos governos dóceis a exigências de poderosos, conseguiram incrustar-se nos registros de imóveis." 

### No atual contexto jurídico brasileiro
A legislação atuais opôs-se à perpetuidade de exploração da terra, com a finalidade de permitir a aquisição da plena propriedade e de pôr fim a essa relíquia jurídica.
A Constituição Brasileira de 1988, veio abrir uma possibilidade para o legislador ordinário extinguir a enfiteuse,  conforme o artigo 49 das suas Disposições Transitórias:
"A lei disporá sobre o instituto da enfiteuse em imóveis urbanos, sendo facultada aos foreiros, no caso de sua extinção, a remição dos aforamentos mediante aquisição do domínio direto, na conformidade do que dispuserem os respectivos contratos."
Com a aprovação do atual Código Civil Brasileiro, que passou a vigorar em 11 de janeiro de 2003, a enfiteuse deixou de ser disciplinada e foi substituída pelo direito de superfície. O artigo 2 038 do Código proíbe a constituição de novas enfiteuses e subenfiteuses, subordinando-se as existentes, até sua extinção, aos princípios do Código Civil de 1916.
Pode-se afirmar que o atual desinteresse do instituto deve-se ao desaparecimento de grandes porções de terra desocupadas e à valorização das terras, independentemente da inflação, e à impossibilidade do aumento do foro, ressaltando-se que os novos problemas de ocupação do solo improdutivo no país têm sido enfrentados com outros meios jurídicos. Contudo, poucas são as legislações que ainda abrigam esse arcaísmo histórico e o Brasil caminha para a sua total extinção.
O Projeto de Lei Federal n.° 6.960/2002, em trâmite no Congresso Nacional, pretende acrescentar um parágrafo ao artigo 2 038 do Código Civil que provavelmente terá a seguinte redação:
"Fica definido o prazo peremptório de dez anos para a regularização das enfiteuses existentes e pagamentos dos foros em atraso, junto à repartição pública competente. Decorrido esse período, todas as enfiteuses que se encontrarem regularmente inscritas e em dia com suas obrigações, serão declaradas extintas, tornando-se propriedade plena privada. As demais reverterão de pleno direito para o patrimônio da União."
A vingar tal proposta, as enfiteuses poderão deixar de existir no território nacional no prazo de 10 anos, a contar da vigência do atual Código Civil.
Ressalte-se a tese de que a extinção das enfiteuses só ocorrerá efetivamente, quando decorrerem os dez anos contados da data da publicação da disposição supostamente inserta no Projeto de Lei nº 6.960/2002, em trâmite no Congresso Nacional, e não da vigência …do atual Código Civil, que passou a vigorar em 11 de janeiro de 2003.
Há que se atentar para a existência de duas situações:
1. os que se encontram com os pagamentos rigorosamente em dia, que não serão afetados pela alteração da Lei, sem correr qualquer risco, pois para eles será irrelevante se o prazo correrá da vigência do Código Civil de 2003 ou se da data de publicação do Projeto de Lei nº 6 960/2002, não apreciado pelo Congresso Nacional; e
2. os que se encontram inadimplentes, que seriam fatalmente prejudicados, pendendo sobre eles o iminente perigo da perda da propriedade para o Patrimônio da União. O objeto da Lei, no tempo, deve ter a mesma eficácia para todos, indistintamente, o que não acontecerá se o prazo for contado da vigência do Código Civil.

De observar que, se a Lei não retroage para prejudicar, os inadimplentes deverão ter o direito de valer-se do prazo pleno de 10 anos para saldarem as respectivas dívidas, contado a partir da data da publicação no Projeto de Lei nº 6 960/2002, com a inserção do pretenso parágrafo e não da vigência do Código Civil de 2003, haja vista já ter decorrido mais da metade do teórico prazo e o projeto de lei, pendente a fatal inserção, até  março de 2008, encontra-se  em trâmite no Congresso, sem previsão de apreciação.

#### Terrenos de marinha e seus acrescidos
Os terrenos de marinha e seus acrescidos são bens dominicais da União, conforme o inciso VII do artigo 20 da Constituição Brasileira de 5 de outubro de 1988. Portanto podem ser concedidos a terceiros, sob a forma de enfiteuse, sendo facultada aos foreiros, no caso de sua extinção, a remição dos aforamentos mediante aquisição do domínio direto. Entretanto, o parágrafo 3º do artigo 49, referindo-se à remissão dos aforamentos mediante a aquisição do domínio direto, estabelece que: A enfiteuse continuará sendo aplicada aos terrenos de marinha e seus acrescidos, situados na faixa de segurança, a partir da orla marítima.
Isto equivale a dizer que os foreiros de imóveis na orla marítima jamais terão o domínio pleno sobre estas parcelas territoriais e terão de continuar pagando, perpetuamente, os foros e os laudêmios desses bens.
Santos (1982), referindo-se à legislação que trata os terrenos de marinha e seus acrescidos como bens da União, afirma que  essa legislação é ímpar, não existindo em nenhum outro país tal cuidado. Basta lembrarmo-nos dos Estados Unidos da América, onde o governo federal vem realizando esforços no sentido de adquirir a propriedade de terrenos litorâneos, uma vez que lá eles pertencem aos particulares, existindo, inclusive, praias particulares.